# تالار آفتاب‌گیر (گلخانه)

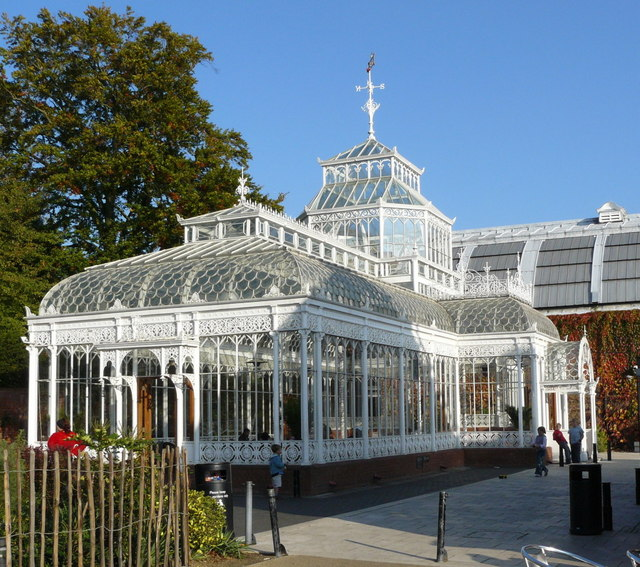
یک تالار آفتاب‌گیر سنتی در موزه هورنیمان در لندن

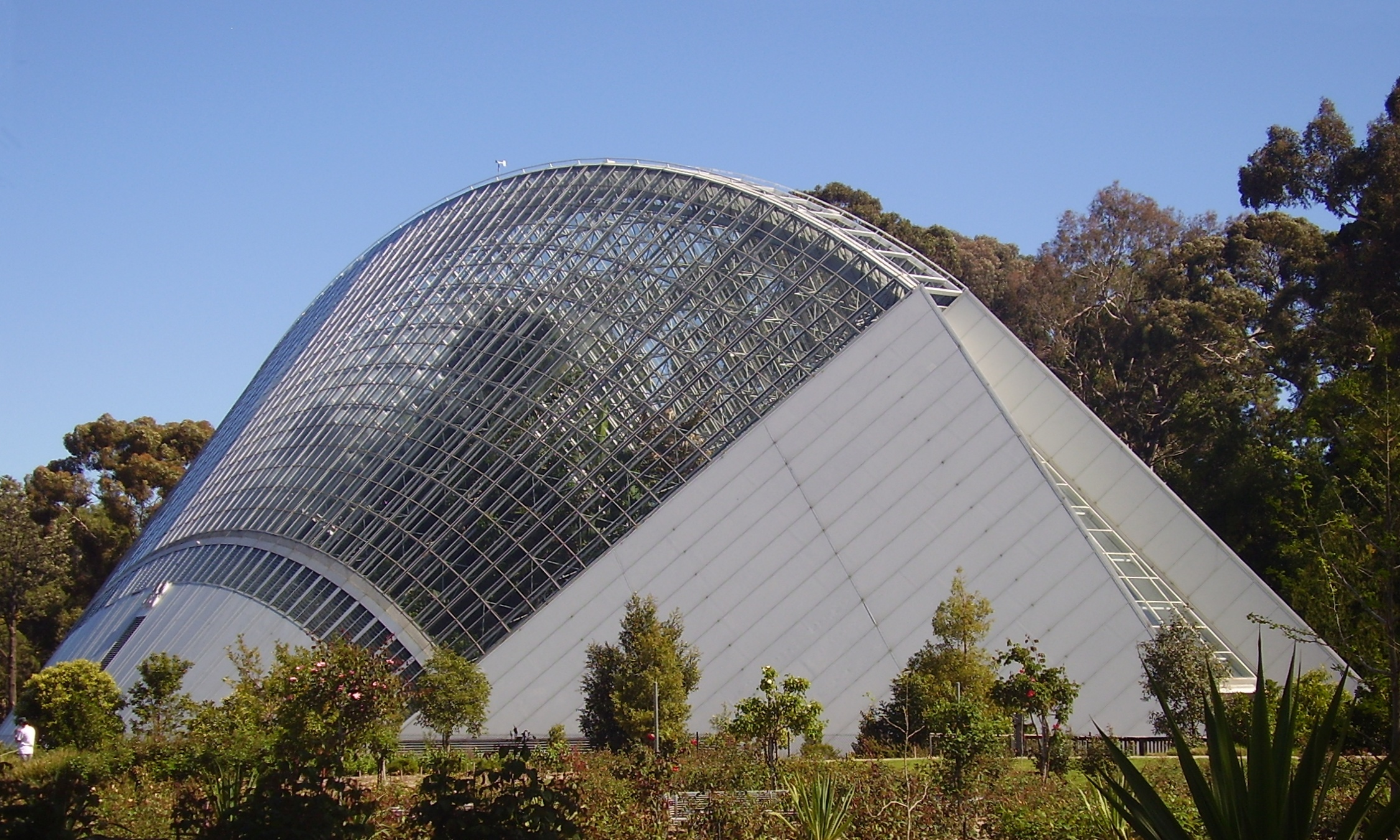
یک اجرای مدرن از تالار آفتاب‌گیر، آفتاب‌گیر جشن دویست‌سالگی آدلاید

تالار آفتاب‌گیر ساختمان یا تالار شیشه‌ای یا با پارچه برزنتی است که با نام‌های گلخانه یا اتاق آفتاب‌گیر نیز شناخته می‌شود. اگر این تالار در یک خانه باشد معمولاً از یک سمت به خانه متصل می‌شود. ساخت تالارهای آفتاب‌گیر از قرون شانزدهم میلادی آغاز شد که زمین‌داران ثروتمند به دنبال پرورش مرکباتی مانند لیمو و پرتقال بودند تا آنها را روی میزهای شام خود قرار دهند که به تازگی توسط بازرگانانی که از مناطق گرمتر مدیترانه آنها را آورده بودند معرفی شده بود. تالارهای آفتاب‌گیر یا گلخانه‌های شهری در اوایل اوایل قرن نوزدهم توسط شهرداری‌ها محبوب یافت و رایج شد.

## شرح
بسیاری از شهرها اروپا مخصوصاً شهرهایی که آب و هوای سرد و جمعیت زیادی داشتند برای خود تالارهای آفتاب‌گیر شهری را برای نمایش گیاهان گرمسیری و برگزاری نمایش‌های گل و گیاه ساخته بودند. این نوع از گلخانه یا تالار آفتاب‌گیر در اوایل قرن نوزدهم نیز رواج داشت و در پایان قرن مردم نیز کاربر اجتماعی نیز پیدا کرده بودند (برای نمونه مهمانی و نمایشگاه‌های چای در آن برگزار می‌شود). معماری تالار آفتاب‌گیر یا گلخانه‌های شهری سبک‌ها متفاوتی از ویکتوریایی گرفته تا سبک‌های مدرن مانند گنبدهای ژئودزیک را شامل می‌شود. بسیاری از آنها سازه‌های بزرگ و چشمگیری هستند و در فهرست زیر گنجانده شده‌اند.
در انگلستان تعریف قانونی تالار آفتاب‌گیر یا گلخانه‌های شهری، ساختمانی است که حداقل ۵۰٪ مساحت دیواره جانبی آن را لعاب‌دار و حداقل ۷۵٪ سقف آن را با مواد نیمه شفاف، ورق پلی‌کربنات یا شیشه بسته باشند. امروزه عموم مردم واژه‌های تالار آفتاب‌گیر، تالار آفتاب‌رو و گلخانه شهری را به صورت مترادف همدیگر به کار می‌برند، اما به‌طور کلی اصطلاح تالار آفتاب‌گیر و به ویژه تالار آفتاب‌گیر انگلیسی، تصویر یک ساختار آراسته را تداعی می‌کند که بازگو کننده سنت‌های آن دوره از ساخت سالن‌های آفتاب‌گیر دوره ویکتوریا است. تالارهای آفتاب‌گیر مدرن نیز کماکان با تزیینات سنتی و با درهای پاسیوی یک‌نفره، دو نفره یا حتی درهای تاشو ساخته می‌شوند.
این سازه‌ها در سراسر دنیا، در باغ‌های خصوصی، پارکها و موسسات گیاه‌شناسی طراحی و ساخته شده‌اند. تالارهای آفتاب‌گیر کوچکتر محبوبیت بیشتری یافته‌اند که می‌توانند کارایی دوگانه داشته و هم کاربری باغبانی و هم برای تفریح و لذت شخصی (مکانی برای مراقبت و تأمل و کتاب‌خواندن) داشته باشند.

## تاریخچه
تالارهای آفتاب‌گیر در قرن شانزدهم زمانی پدید آمدند که مالکان ثروتمند زمین‌ها به دنبال پرورش میوه‌های مرکباتی چون لیمو و پرتقال بودند که بازرگانان از نواحی گرمتر دریای مدیترانه به آنجا می‌آوردند و به تدریج به سفره‌های غذایی‌شان وارد شده بود. حفظ مرکبات و دیگر گیاهان حساس ابتدا به صورت ابتدایی و با ساخت آلاچیق بر روی گیاهان گلدانی یا بسترهای گیاهی یا با جابجایی گلدان‌ها به داخل خانه در فصل سرد آغاز شد. این سازه‌های اولیه که در ایتالیا به نام «لیمانایا» شناخته می‌شدند از پانل‌های چوبی برای محافظت در برابر سرما استفاده می‌کردند.
در شمال اروپا حفاظت از درختان پرتقال تبدیل به یک روند گسترده شد و بناهای خاصی برای حفاظت از این میوه خوشمزه و حساس ساخته شد. این بناها که به «پرتغال‌سرا» معروف شدند معمولاً سازه‌های محصور شده‌ای بودند که با چوب، آجر یا سنگ ساخته می‌شدند و در دیوارهای جنوبی پنجره‌های عمودی بلند داشتند. درختان مرکبات معمولاً در گلدان‌ها یا بشکه‌های بزرگ قرار داشتند و در فصل تابستان برای استفاده در فضای بیرون به بیرون منتقل می‌شدند، همان‌طور که در باغ‌های ورسای دیده می‌شود. استفاده از این اتاق‌ها هم از نظر اجتماعی و هم از نظر عملی گسترش یافت و برای سرگرمی و پذیرایی و همچنین نگهداری انواع مختلفی از گیاهان مورد استفاده قرار گرفت. اصطلاح «گلخانه» به تالارها و «کنسرواتواری» برای گیاهان حساس به کار می‌رفت. در قرن هجدهم استفاده از شیشه‌های شیب‌دار در طراحی کنسرواتوارها آغاز شد تا نور بیشتری به داخل سازه وارد شود و شرایط بهتری برای رشد گیاهان فراهم گردد. این نوآوری احتمالاً تحت تأثیر تحقیقات دانشمند هلندی Jan Ingenhousz که نقش نور در فتوسنتز را مطالعه کرده بود قرار داشته است. با این حال اگرچه تحقیقات او احتمالاً به پیشرفت‌های کشاورزی کمک کرده است مشخص نیست که آیا او مستقیماً بر پذیرش شیشه‌های شیب‌دار برای تالارهای آفتاب‌گیر تأثیر گذاشته است یا خیر.
قرن نوزدهم عصر طلایی ساخت تالارهای آفتاب‌گیر به‌ویژه در انگلستان بود. تالارهای آفتاب‌گیر انگلیسی نتیجه علاقه به باغبانی و فناوری‌های جدید شیشه و گرمایش در انگلستان بودند. بسیاری از تالارهای آفتاب‌گیر عمومی باشکوه، که از آهن و شیشه ساخته شده‌اند، نتیجه این دوران هستند. باغ‌های کیو در لندن نمونه‌ای از یک گلخانه بزرگ است که برای پرورش گیاهان حساس و نادر استفاده می‌شود یا کمتر برای نگهداری پرندگان و حیوانات نادر – گاهی اوقات گیاهان و حیوانات در کنار یکدیگر زندگی می‌کنند. نمونه‌های دیگر شامل خانه بزرگ نخل در باغ‌های کیو است که در سال ۱۸۴۴ ساخته شده و توسط دسیماس بورتون طراحی شده است، و کاخ بلور که برای نمایشگاه بزرگ لندن در سال ۱۸۵۱ توسط سر جوزف پکسون ساخته شد.
ساخت و ساز گسترده تالارهای آفتاب‌گیر در انگلستان با آغاز جنگ جهانی دوم متوقف شد. با وجود اینکه ورود شیشه‌های عایق در دهه‌های ۱۹۵۰ و ۱۹۶۰ منجر به توسعه ساختارهای ساده اتاق‌های آفتاب شد، این روند تنها در دهه ۱۹۷۰ بود که معماران و سازندگان خلاق شروع به بازسازی سبک ویکتوریایی تالارهای آفتاب‌گیر قرن نوزدهم انگلیسی در نسخه‌های کوچک‌تر خانگی با استفاده از شیشه‌های عایق کردند. در ساخت و ساز معاصر، یک تالارهای آفتاب‌گیر از یک اورنجری در این تفاوت دارد که بیش از ۷۵٪ سطح سقف آن از شیشه ساخته شده است. مواد فریم و سقف شامل آلومینیوم، پی‌وی‌سی و چوب است. باید بیش از ۵۰٪ سطح دیوار یک تالار شیشه باشد تا بتوان آن را تالار آفتاب‌گیر نامید. تالارهای آفتاب‌گیر معاصر از فناوری‌های مختلفی برای اطمینان از کارایی انرژی شیشه استفاده می‌کنند، به‌طوری‌که حداکثر نور ممکن را به داخل وارد کرده و دمای ثابت را در تابستان و زمستان حفظ می‌کنند. این فناوری‌ها شامل شیشه‌های حاوی آرگون، پوشش‌های ضدآلودگی بر روی شیشه، فیلم‌های بازتاب‌دهنده حرارت، نوارهای حرارتی یا شکست‌های حرارتی – بخش‌های توخالی شیشه که حرارت را متوقف می‌کنند می‌شوند. جدیدترین فناوری‌های شیشه شامل شیشه‌های خودتیره شونده است که در طول روز تابستانی به تدریج تیره می‌شوند و سپس به محض کاهش دمای سطح شیشه در پایان روز روشن می‌شوند.

## آلبوم عکس

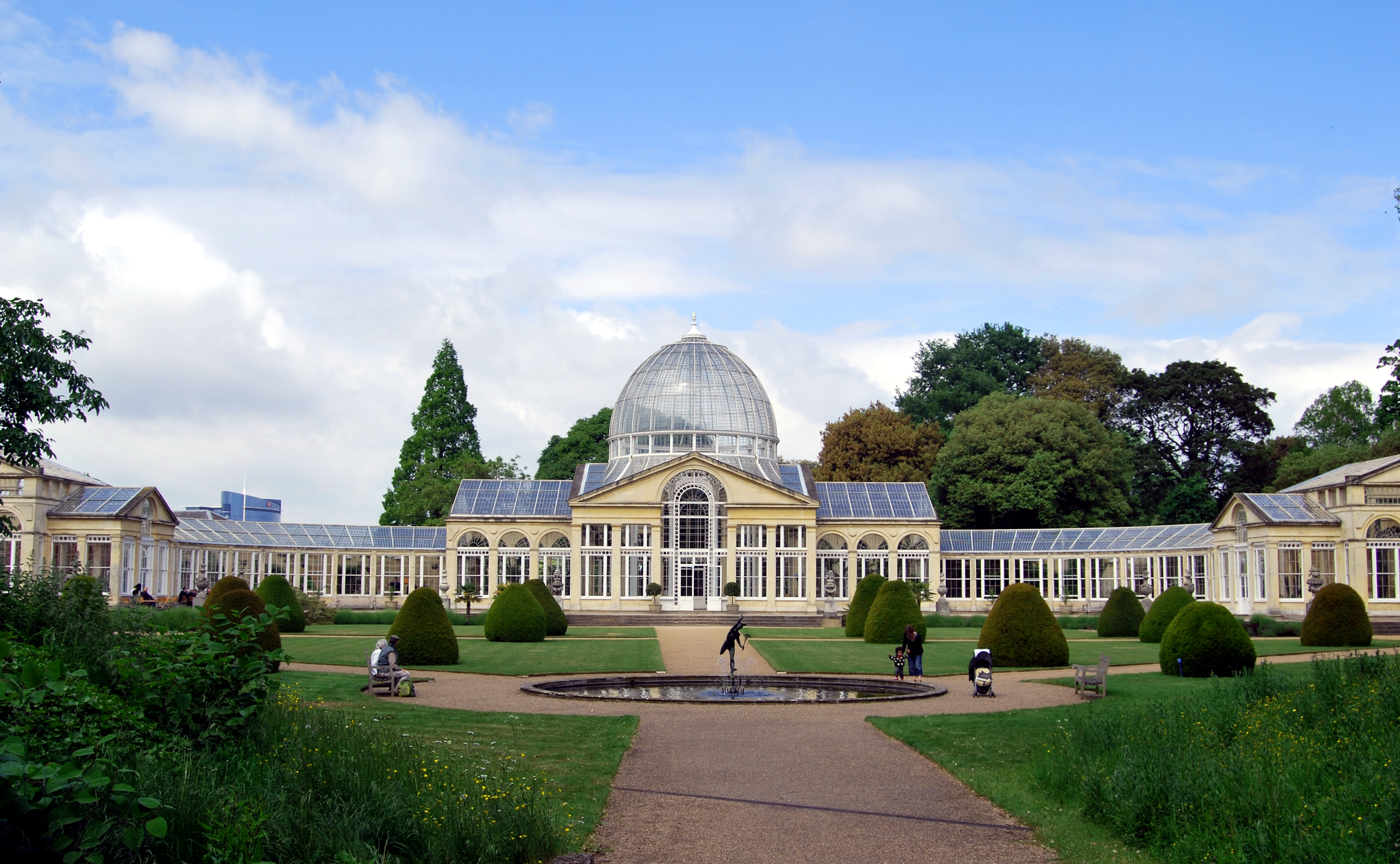
تالار آفتاب‌گیر بزرگ Syon House، برنتفورد، لندن
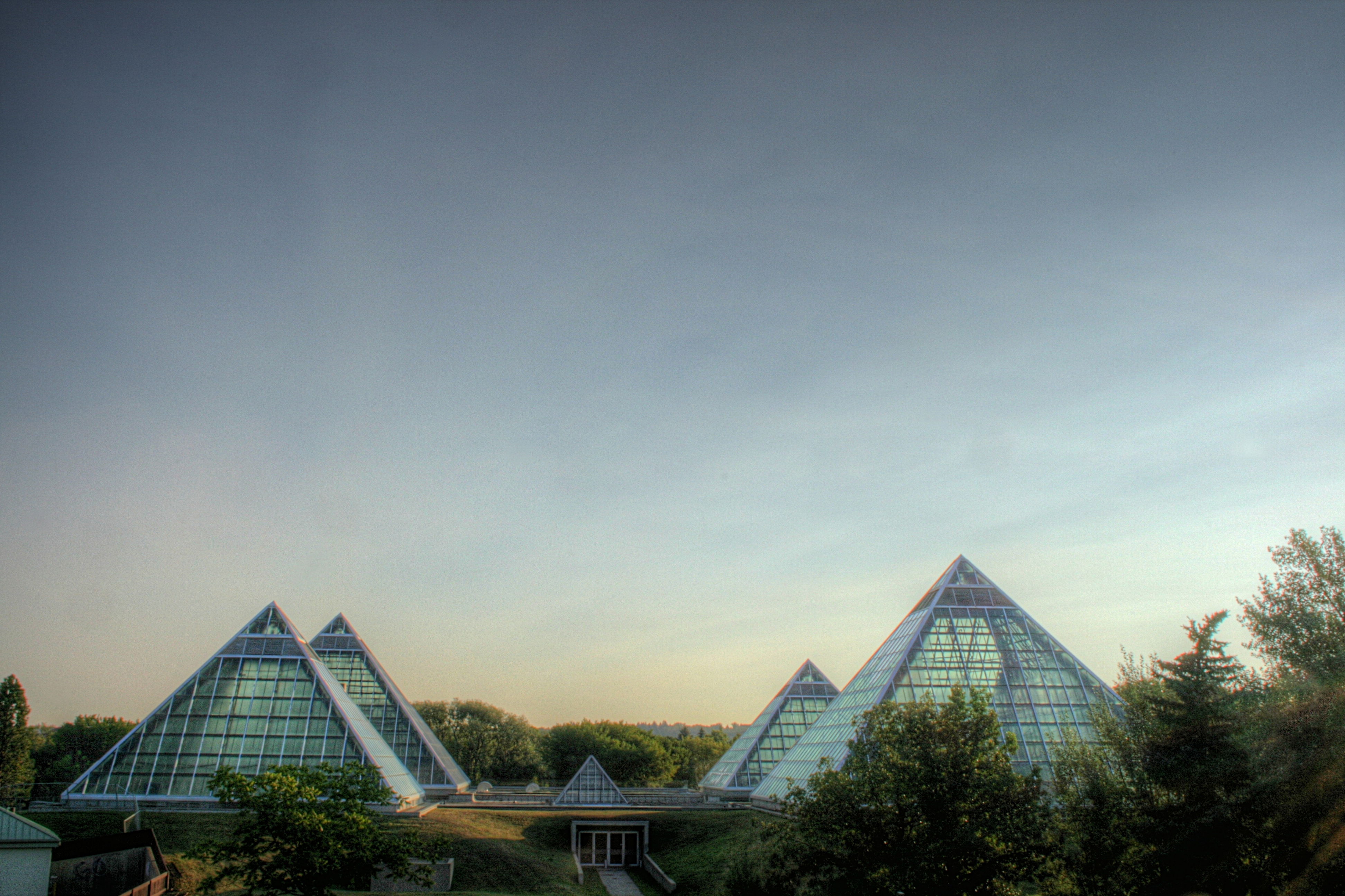
سپیده‌دم در تالار آفتاب‌گیر Muttart Conservatory در ادمونتون، آلبرتا، کانادا
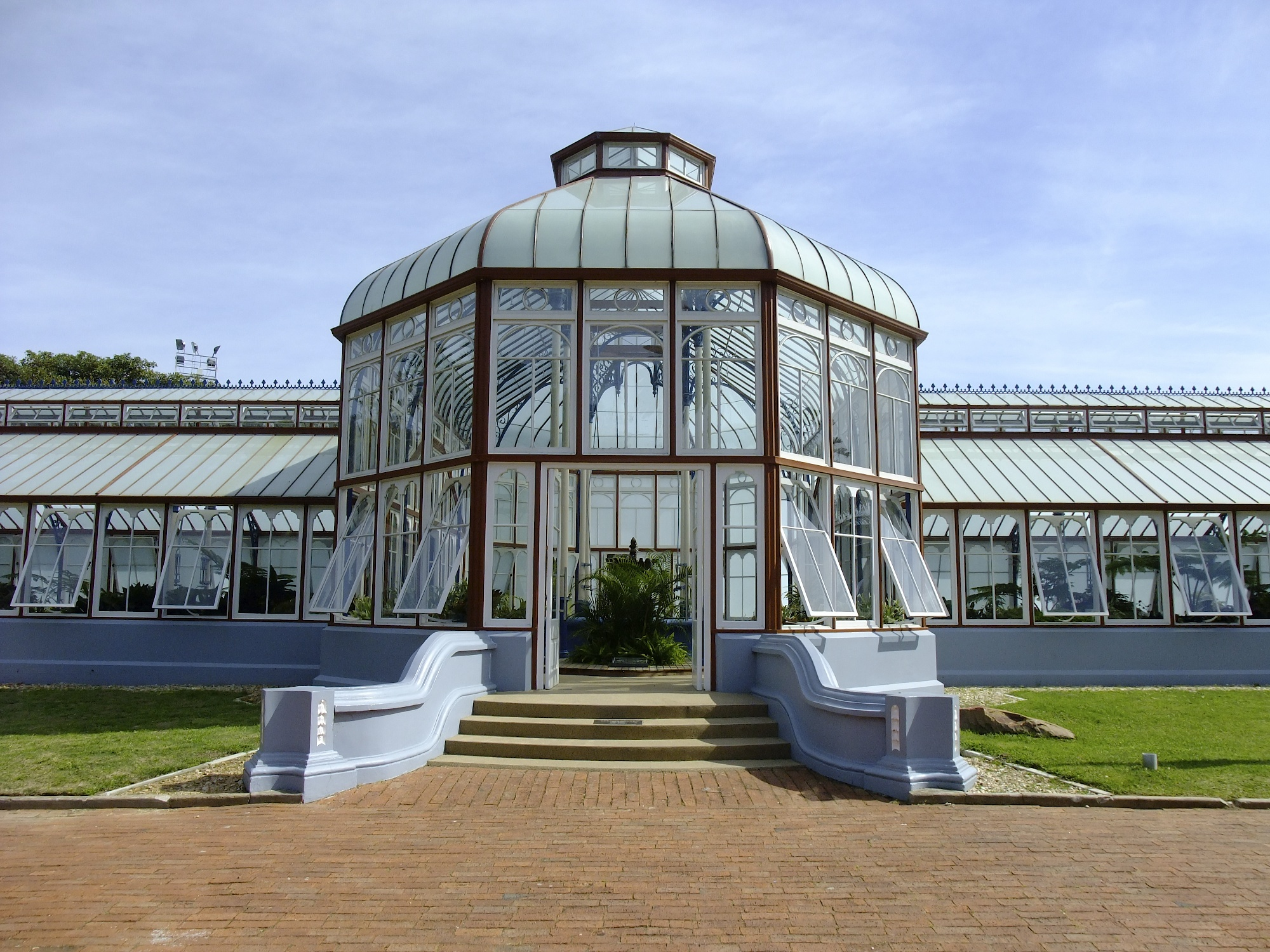
تالار آفتاب‌گیر St George's Park, Gqeberha، بندر الیزابت، آفریقای جنوبی
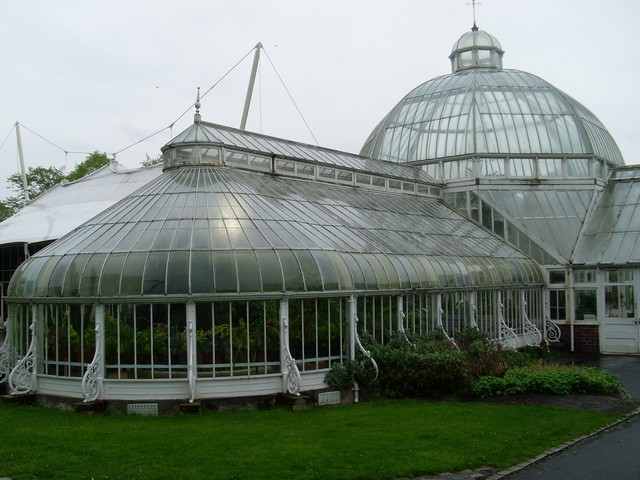
باغ‌های زمستانی Tollcross Winter Gardens در سال ۲۰۰۸
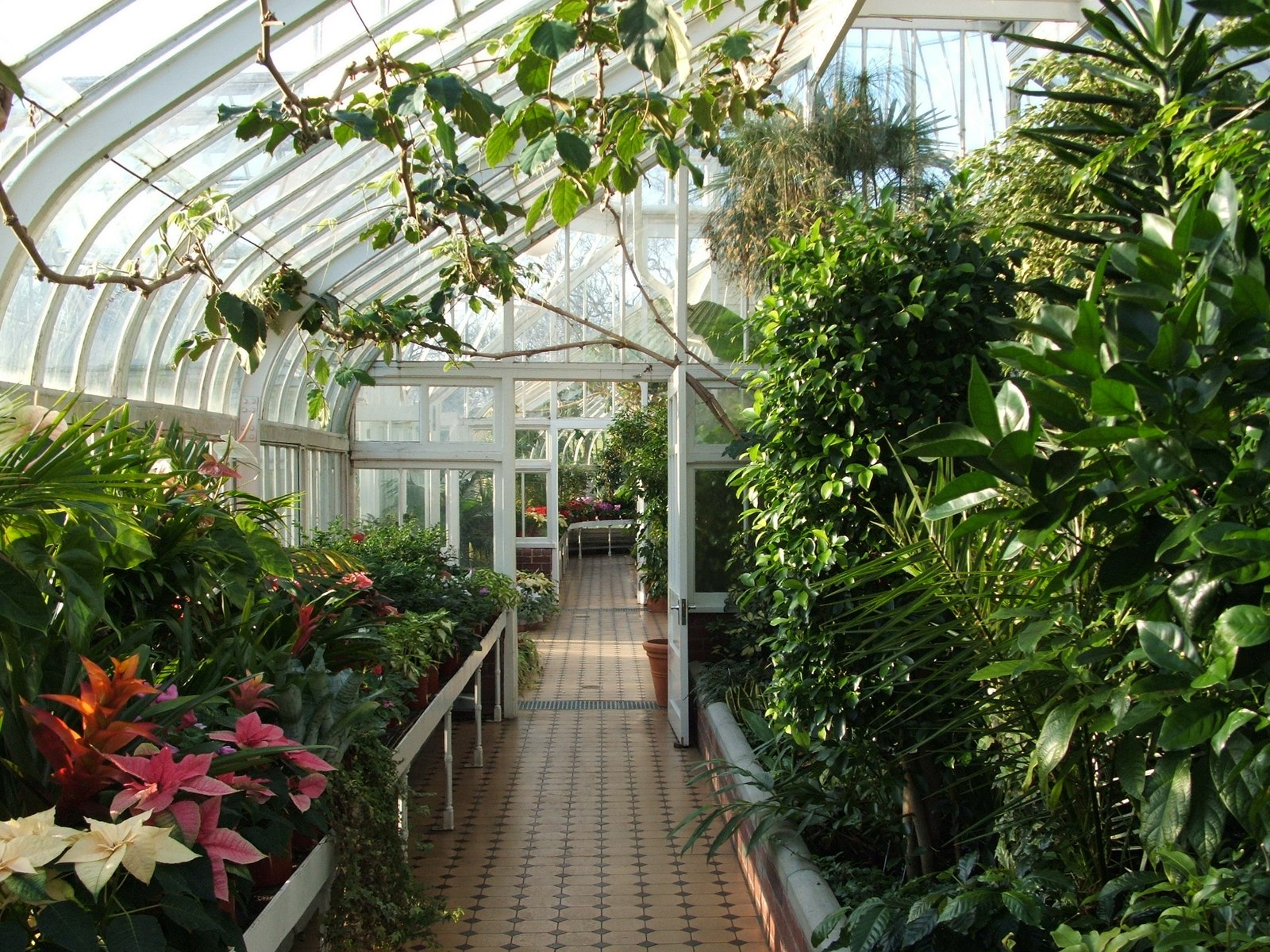
درون Tollcross Winter Gardens  در سال ۲۰۰۸

## لیست تالارهای آفتاب‌گیر برجسته
- باغ گیاه‌شناسی بالارات
- تالار آفتاب‌گیر جشن دویست‌سالگی در باغ گیاه‌شناسی آدلاید
- باغ‌های فیتزروی، ملبورن

### بلژیک
- گلخانه‌های سلطنتی لاکن

### کانادا
- تالار آفتاب‌گیر موتار (ادمونتون، آلبرتا)
- تالار آفتاب‌گیر گل Bloedel (ونکوور، قبل از میلاد))
- باغ‌های آلان (تورنتو، انتاریو)
- تالار آفتاب‌گیر پارک صد ساله (تورنتو، انتاریو)
- تالار آفتاب‌گیر پارک Assiniboine (وینیپگ، مانیتوبا)

### چین
- باغ گیاه‌شناسی پکن (پکن)
- باغ گیاه‌شناسی شانگهای (شانگهای)
- باغ گیاه‌شناسی جنوب چین (چینگ یانگ، گوانگژو)

### دانمارک
- باغ گیاه‌شناسی کپنهاگ

### آلمان
- باغ گیاه‌شناسی و موزه گیاه‌شناسی، برلین

### انگلستان

#### انگلستان
- باغ‌های کیو (جنوب غربی لندن)
- خانه چتسورث (دربی شایر)
- پروژه Eden (Cornwall)
- Syon House (غرب لندن)
- تالار آفتاب‌گیر باربیکان (مرکز لندن)
- آنتائوم، هوو: در سال ۱۸۳۰ با بزرگ‌ترین گنبد جهان ساخته شد، در روز افتتاحیه خود در سال ۱۸۳۳ فرو ریخت.[۵]

#### ایرلند شمالی
- باغ‌های گیاه‌شناسی بلفاست

#### اسکاتلند
- باغ گیاه‌شناسی سلطنتی، ادینبورگ
- کاخ کیبل
- باغ‌های زمستانی Tollcross، گلاسگو

### آفریقای جنوبی
- تالار آفتاب‌گیر پیرسون، بندر الیزابت
- تالار آفتاب‌گیرر انجمن گیاه‌شناسی، باغ گیاه‌شناسی ملی کرستنبوش، کیپ تاون

### ایالات متحده
- افلاک آمازون (سیاتل، واشینگتن)
- تالار آفتاب‌گیر آنا اسکریپس ویتکام (دیترویت، میشیگان)
- بیوسفر ۲ (اوراکل، آریزونا)
- باغ گیاه‌شناسی بیرمنگام (بیرمنگام، آلاباما)
- تالار آفتاب‌گیر بولز (مدیسون، ویسکانسین)
- باغ گیاه‌شناسی بوفالو و اری (بوفالو، نیویورک)
- Cecil B. مرکز پروانه‌های روز (کوه پاین، جورجیا)
- Climatron (سنت لوئیس)
- تالار آفتاب‌گیر گلها (سانفرانسیسکو، کالیفرنیا)
- تالار آفتاب‌گیر باغ صحرا (سان مارینو، کالیفرنیا)
- باغ گیاه‌شناسی دنور (دنور، کلرادو)
- گلخانه خانه النور آرمسترانگ اسمیت (کلیولند، اوهایو)
- تالار آفتاب‌گیر Enid Haupt در باغ گیاه‌شناسی نیویورک (نیویورک)
- تالار آفتاب‌گیر گیاه‌شناسی Foellinger-Freimann (فورت وین)
- باغ گیاه‌شناسی فورت ورث (فورت ورث، تگزاس)
- تالار آفتاب‌گیر پارک فرانکلین (کلمبوس، اوهایو)
- تالار آفتاب‌گیر پارک گارفیلد (شیکاگو، ایلینوی)
- تالار آفتاب‌گیر پارک گارفیلد و باغ‌های غرق شده (ایندیاناپولیس)
- باغ گیاه‌شناسی Greater Des Moines (Des Moines)
- تالار آفتاب‌گیر هوارد پیترز راولینگز و باغ گیاه‌شناسی بالتیمور (بالتیمور)
- تالار آفتاب‌گیر کرون (سین سیناتی)
- تالار آفتاب‌گیر لمبرتون در پارک هایلند (روچستر، نیویورک)
- تالار آفتاب‌گیر لنا میجر در باغ‌های فردریک میجر و پارک مجسمه‌سازی (گرند رپیدز، میشیگان)
- تالار آفتاب‌گیر باغ گیاه‌شناسی لوئیس گینتر (ریچموند، ویرجینیا)
- تالار آفتاب‌گیر پارک لینکلن (شیکاگو)
- باغ‌های Longwood (میدان کنت ، پنسیلوانیا)
- تالار آفتاب‌گیر مارجوری مک نیلی (سنت پل)
- تالار آفتاب‌گیر باغبانی باغ میچل (میلواکی)
- باغ‌های مودی (گالوستون)
- تالار آفتاب‌گیر باغ گیاه‌شناسی میریاد و پل کریستال (شهر اوکلاهما)
- تالار آفتاب‌گیر و باغ گیاه‌شناسی فیپس (پیتسبورگ)
- تالار آفتاب‌گیر Steinhardt (بروکلین)
- باغ گیاه‌شناسی ایالات متحده (واشینگتن دی سی))
- تالار آفتاب‌گیر پارک داوطلبان (سیاتل، واشینگتن)
- تالار آفتاب‌گیر گیاه‌شناسی WW سیمور (تاکوما، واشینگتن)